# Dorfkirche Prösen

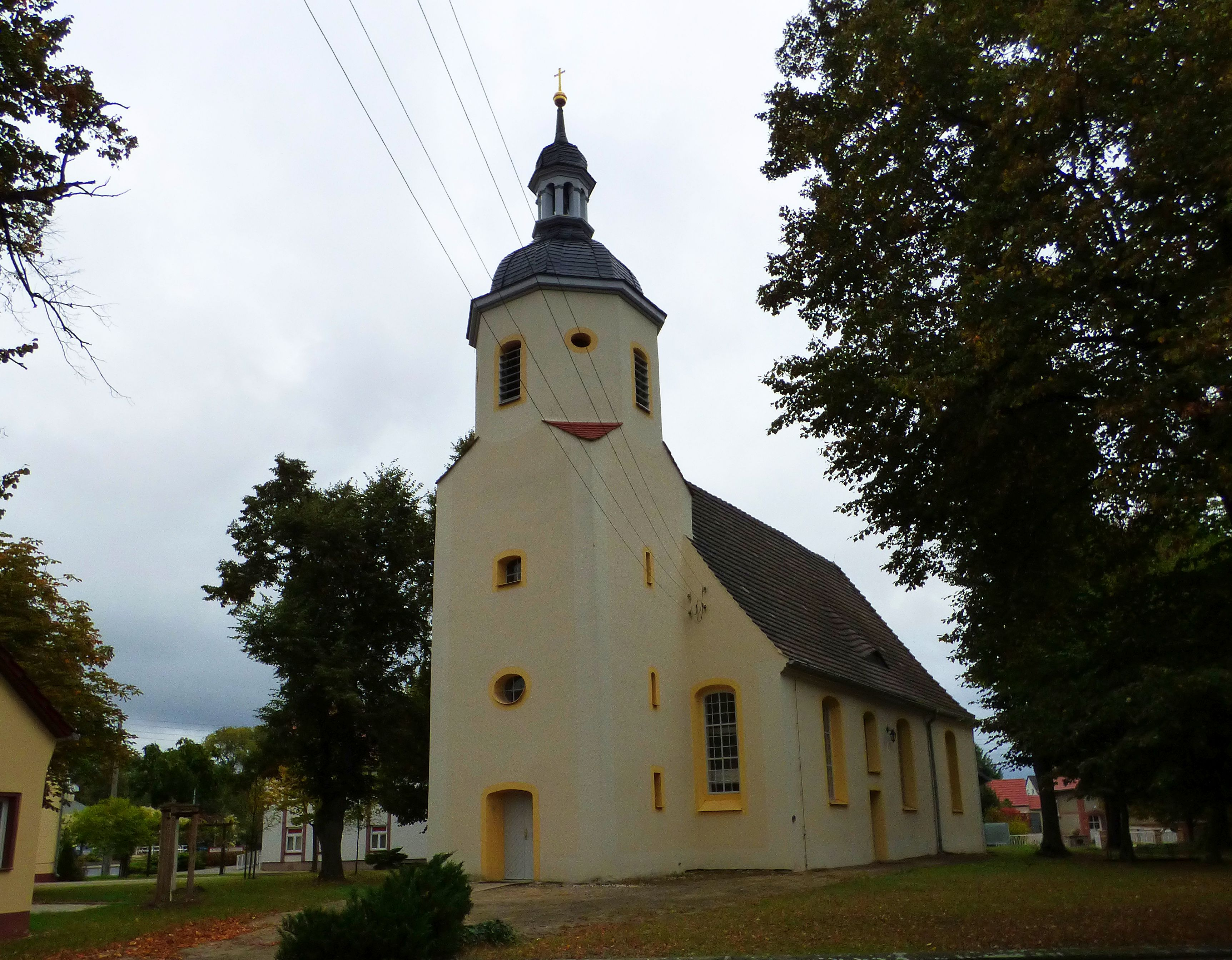
Dorfkirche Prösen

Die evangelische Dorfkirche Prösen ist ein denkmalgeschütztes Kirchengebäude im Ortsteil Prösen der Gemeinde Röderland im südbrandenburgischen Landkreis Elbe-Elster. Hier befindet sich der Kirchenbau in zentraler Lage unmittelbar neben dem Gebäude der Gemeindeverwaltung im Ortszentrum.

## Baubeschreibung und -geschichte

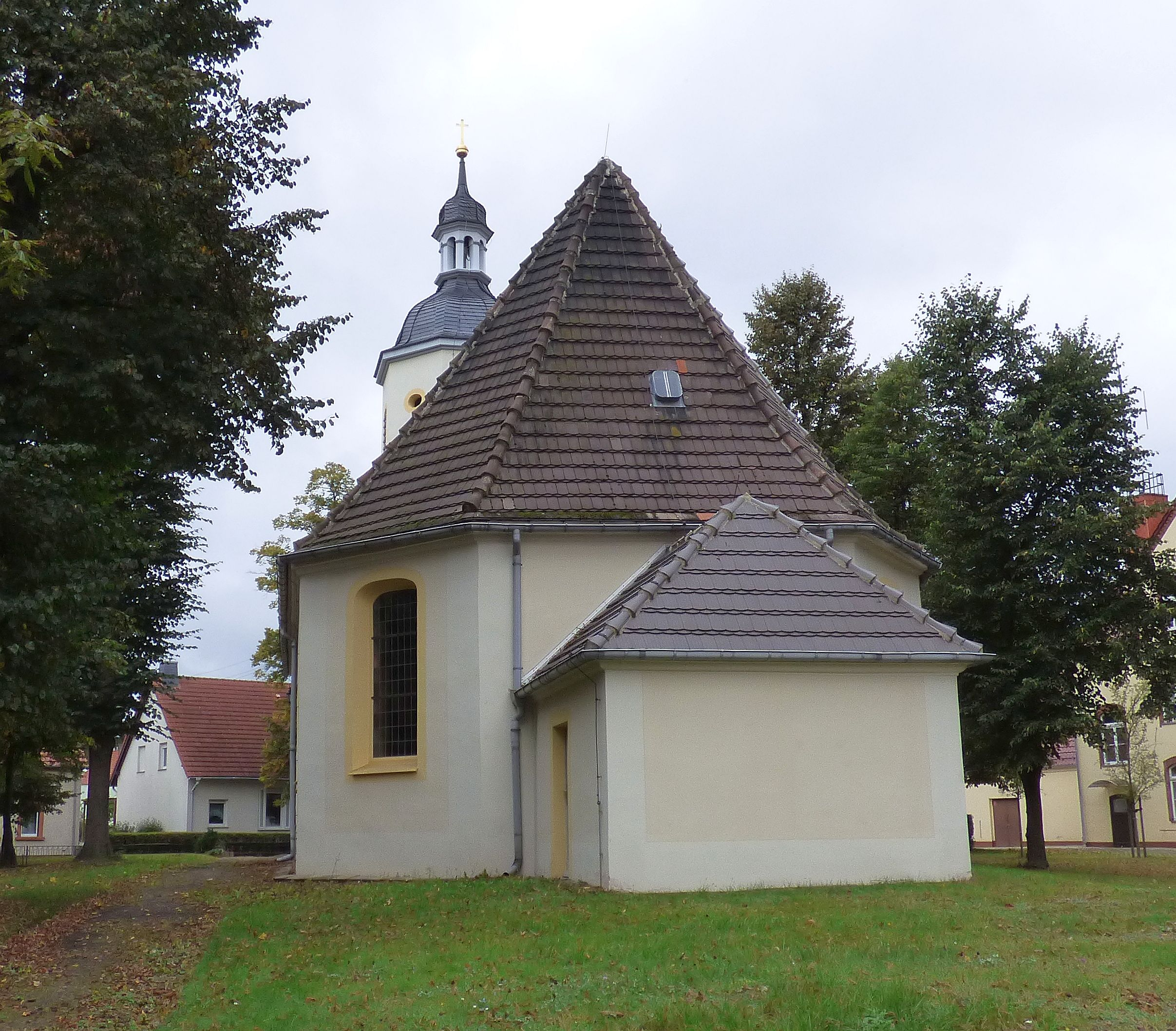
Östliche Ansicht mit Sakristei

Bei der in ihrem Kern im Jahre 1655 im errichteten Prösener Dorfkirche handelt es sich um einen verputzten Saalbau mit Satteldach. Sie besitzt einen dreiseitigen Ostschluss und im Westen einen quadratischen Kirchturm mit achtseitigem Oberteil, Schweifhaube und Laterne. Im Osten ist ein Sakristeianbau zu finden.
Seit wann es in Prösen eine Kirche gab, ist unklar. Vermutlich wurde bereits im 14. Jahrhundert eine Kirche oder Kapelle errichtet. Im Jahre 1655 wurde dann am Standort einer zuvor abgebrochenen Kirche ein neues Bauwerk im Stile der Mutterkirche in Stolzenhain errichtet. In den Jahren 1793/94 erfuhr die Kirche umfangreiche Umbaumaßnahmen, da sie sich zu jener Zeit in einem baufälligen Zustand befand. Selbiges erfuhr auch ihr Inneres, welches zum Teil neu gestaltet wurde.
Schweren Brandschaden erfuhr die Kirche im Jahre 1835, wodurch vor allem der Turm stark in Mitleidenschaft gezogen wurde. In der Folgezeit kam es zu einem Neuaufbau. Eine weitere Instandsetzung des Gebäudes erfolgte im Jahre 1911. 1912 kam es dann zu einer Innenrenovierung und die Kirche bekam elektrisches Licht. Weitere Renovierungen folgten in den Jahren 1936 und 1949.
1953 erhielt sie ein neues Gestühl und im Jahre 1958 wurden die Altarfenster mit Buntglas ausgestattet.
Nachdem die Kirche 1980 unter Denkmalschutz gestellt worden war, erfolgte 1985 eine Erneuerung des Kirchturmdaches, einschließlich des Kreuzes und der Turmkugel.

## Ausstattung (Auswahl)
Das Innere der Kirche ist von einer Stuckdecke überspannt. Eine dreiseitige Empore aus dem 18. Jahrhundert sowie ein schlichter hölzerner barocker Kanzelaltar aus dem 18. Jahrhundert prägen den Raum. 
Der aus dem späten 15. Jahrhundert stammende pokalförmige Taufstein mit sechseckiger Kuppa sowie dem Wappen derer von Pflugk befand sich vermutlich bereits in den Vorgängerbauten der heutigen Kirche, wurde aber im 16. Jahrhundert durch einen Taufengel ersetzt, der bei den Umbau- und Renovierungsarbeiten 1793 wieder entfernt wurde. Stattdessen nahm wieder der Taufstein seinen Platz ein. Der Taufengel soll sich um 1910 noch auf dem Dachboden der Kirche befunden haben, war aber im Jahre 1935 nicht mehr auffindbar. Eine ursprünglich vorhandene alte große Altarbibel wurde im Sommer 1998 bei einem Einbruch gestohlen.
Bereits im 18. Jahrhundert soll sich in der Prösener Kirche eine Orgel befunden haben. Die heutige Orgel, ein 1857 vom Merseburger Johann Friederich Gerhardt  erschaffenes Werk befand sich zunächst im Lehrerseminar von Elsterwerda und ging 1890 durch Kauf in den Besitz der Kirche über. Sie besitzt eine mechanische Kegellade, ein Manual und sechs Register.

## Glocken

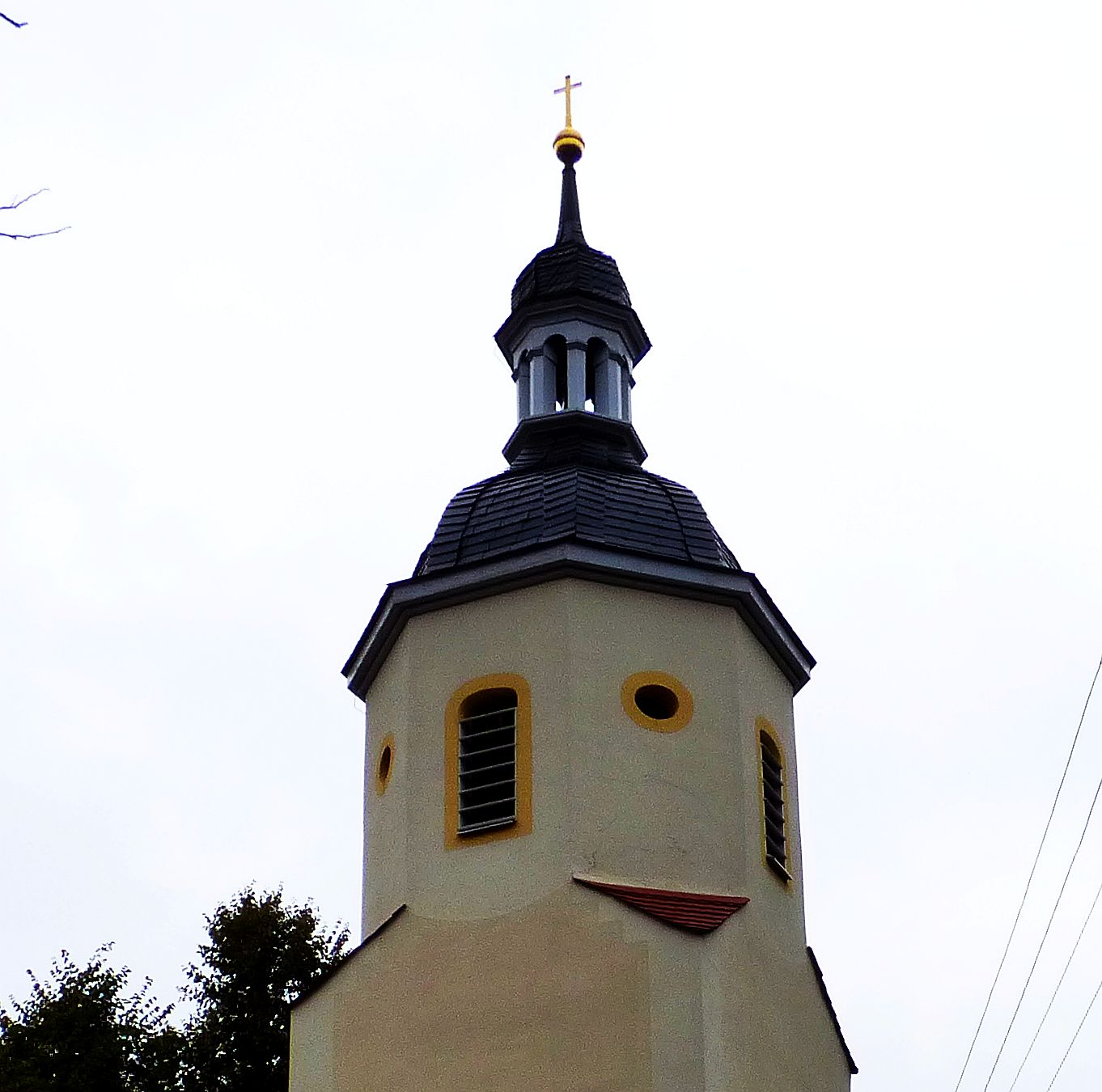
Kirchturm

Die Kirche besitzt drei Glocken. Die älteste und größte Glocke stammt aus dem Jahre 1320 und ist aus Bronze gegossen. Sie hat einen Durchmesser von 96 Zentimeter und trägt am Hals die Inschrift: Benedictvs-Maria-Osanna in exelsis.
Die beiden anderen Glocken wurden 1958 in der Glockengießerei Schilling und Lattermann in Morgenröthe-Rautenkranz aus Hartguss gegossen. Die größere Glocke hat ein Gewicht von 245 Kilogramm und einen Durchmesser von 82 Zentimetern. Am Hals trägt sie die Inschrift: O Land – Land höre des Herrn Wort. Die kleinere dieser Glocken hat einen Durchmesser von 68 Zentimetern und wiegt 145 Kilogramm. Am Hals trägt sie die Inschrift: Bete und Arbeite.
Eine ursprünglich vorhandene zweite bronzene Glocke aus dem Jahre 1836 wurde 1942 eingeschmolzen.

## Kirchspiel Prösen
Gegen Ende des 19. Jahrhunderts war die Einwohnerzahl in Prösen auf 800 gestiegen. Deshalb wurden Gedanken laut, Prösen aus dem Pfarrbezirk Stolzenhain-Saathain auszugliedern.
Von 1903 an bildete Prösen mit der benachbarten Gemeinde Wainsdorf ein Kirchspiel und besaß eine eigene Pfarrstelle, für die von 1902 bis 1903 ein Pfarrhaus errichtet wurde. Ab Ende der 1990er Jahre erfolgte eine vollständige Integration von Würdenhain sowie auch Stolzenhain und Oschätzchen in den Pfarrbereich Prösen.
Am 29. Juni 2024 endet mit der Entpflichtung von Otto-Fabian Voigtländer die Tätigkeit von Pfarrern in Prösen. Der Pfarrbereich wird mit Elsterwerda und Lauchhammer/Schwarzheide zur Region Elster-Röderland mit noch zwei Pfarrstellen zusammengelegt. Voigtländer kommentierte seinen Weggang mit den Worten „unsere Kirche verändert sich rasant, wir werden kleiner und ärmer“.
| 1903–1918 | Pfarrer Wahl       |  | 1984–1989 | Johanna Haas            |
| 1919–1932 | Herrmann Kötzschke |  | 1990–1996 | Joachim Borck           |
| 1933–1935 | Erich Lehmann      |  | 1996–1997 | Dorothea Heizmann       |
| 1936–1949 | Johannes Müller    |  | 1997–2001 | Werner Heizmann         |
| 1950–1955 | Walter Rose        |  | 2001–2012 | Michael Ebersbach       |
| 1957–1970 | Franz Höppner      |  | 2012–2024 | Otto-Fabian Voigtländer |
| 1973–1980 | Reinhild Guhl      |  |           |                         |